# Тако Хемінгвей
Філіп Тадеуш Шчесняк (пол. Filip Tadeusz Szcześniak), відомий під псевдонімом Тако Хемінгвей (пол. Taco Hemingway; раніше FV) — польський реп-виконавець та автор текстів. Один із учасників реп-дуету Taconafide.

## Біографія
Народився 29 липня 1990 року в Каїрі, Єгипет. У дворічному віці разом із батьками переїхав до Китаю. Спочатку ходив до англомовного, а згодом і до китайського дитсадка, де мав комунікаційні проблеми через культурний та мовний бар'єр. 1996 року сім'я повернулася до Варшави. Не мав проблем з навчанням, з юних років вчився розмовляти одночасно двома мовами. В одному зі своїх інтерв'ю «Metro Warszawa», виконавець зізнався, що з матір'ю та сестрою він розмовляв англійською, а з батьком — польською. Захопився реп-музикою завдяки батьку, який був поціновувачем цього жанру. 2004 року його батьки розлучилися.
Закінчив приватну гімназію№ 1 у Варшаві та XXXIII Загальноосвітній двомовний ліцей імені Миколи Коперника, де познайомився зі своїм майбутнім продюсером Мацеєм Ружецьким. Випускник культорологічної каферди Варшавського університету. 2012 року розпочав магістерський курс на відділі антропології Лондонського університету.

## Кар'єра
Репер почав записувати свої перші треки 2011 року. Цього ж року взяв псевдонім Foodvillain та випустив англомовний мікстейп «Who Killed JFK». Рік потому виконавець почав використовувати псевдонім Тако Хемінгвей, під яким презентував англомовний міні-альбом «Young Hems». 2014 року світ побачив його другий міні альбом «Trójkąt Warszawski», записаний польською мовою. Платівка принесла виконавцю розголос, що призвів до підписання контракту зі студією звукозапису «Asfalt Records». За підтримки лейблу світ побачило перевидання міні-альбому «Trójkąt Warszawski» та новий альбом під назвою «Umowa o dzieło». Ці та наступні альбоми, записані за підтримки цього лейблу, принесли музиканту розголос і виконавець став одним із найпопулярніших реперів в Польщі.
У Польщі розійшлось понад 253 тис. екземплярів його альбомів, що робить Тако одним з найбільш фінансово успішних реперів у країні. Значного успіху досягнув й спільний альбом із репером Quebonafide — «Soma 0,5 mg», за перші вісім місяців розійшлося понад 100 тис. екземплярів платівки. Успіх чекай й на такі проекти як: «Szprycer», «Marmur» і «Café Belga». Його альбоми неодноразова отримували платинову та золоту сертифікацію. Крім того, репер відомий завдяки таким хітам як: «6 zer», «Następna stacja», «Deszcz na betonie», «Nostalgia», «Tamagotchi» та «Fiji», що увійшли в ротацію польських радіо-станцій.
Незважаючи на величезну популярність, особа виконавця майже не висвітлюється в засобах масової інформації, також Тако рідко дає інтерв'ю та не з'являється в рекламі.

## Дискографія
Студійні альбоми
- Marmur (2016)
- Soma 0,5 mg (в рамках Taconafide) (2018)
- Café Belga (2018)
- Pocztówka z WWA, Lato '19 (2019)
- Jarmark (2020)
- Europa (2020)
- 1-800-Oświecenie (2023)

Міні-альбоми
- Young Hems (2013)
- Trójkąt Warszawski (2014)
- Umowa o dzieło (2015)
- Wosk (2016)
- Szprycer (2017)
- Flagey (2018)